# Centrale hydroélectrique de Pļaviņas
La centrale hydroélectrique de Pļaviņas est la plus grande centrale de Lettonie et une des plus grandes centrales hydroélectriques de l'Union européenne. Elle est située à Aizkraukle sur la rivière Daugava. 

## Présentation
Elle dispose de dix turbines cumulant une puissance totale de 868,5 MW,
.
La construction suscita une vague inhabituelle de protestation en 1958. La plupart des Lettons étaient opposés à l'inondation de sites historiques et d’une gorge particulièrement pittoresque avec des plantes rares et des éléments naturels, comme la Staburags, une falaise comparable en importance d’un point de vue culturelle à la Lorelei en Allemagne.
La construction du barrage fut approuvée en 1959, cependant, après la purge des dirigeants libéraux et nationalistes sous la direction d’Eduards Berklavs et leur remplacement par des cadres plus favorables à Moscou et conservateurs dirigés par Arvīds Pelše. La construction de cet ouvrage est à l'origine de la fondation de la ville d'Aizkraukle, qui est bâtie pour accueillir le personnel du chantier, puis acquiert le statut de ville en 1967.
Le premier tour de la première turbine de la centrale eut lieu en décembre 1965. L'usine fut mise en service dans sa totalité en 1968 avec le démarrage de la quatrième turbine. De 1991 à 2001, six turbines supplémentaires furent ajoutées aux quatre d’origine afin d’accroître la puissance installée à 868,5 MW. La première rénovation de la centrale fut réalisée de 1999 à 2001, et la seconde, de 2007 à 2010.
La centrale est exploitée par Latvenergo.